# 1125型大型対潜艦
| 1125型大型対潜艦   | 1125型大型対潜艦                                      | 1125型大型対潜艦                                     |
| ------------------ | ----------------------------------------------------- | ---------------------------------------------------- |
| 画像をアップロード |                                                       |                                                      |
| 艦級概観           |                                                       |                                                      |
| 艦種               | 対潜・対空防衛駆逐艦 大型対潜艦（1966年5月19日以降）  | 対潜・対空防衛駆逐艦 大型対潜艦（1966年5月19日以降） |
| 艦名               |                                                       |                                                      |
| 前級               |                                                       |                                                      |
| 次級               |                                                       |                                                      |
| 性能諸元           |                                                       |                                                      |
| 排水量             | 基準: 5,900t                                          | 基準: 5,900t                                         |
| 排水量             | 常備: 6,650t                                          |                                                      |
| 排水量             | 満載: 7,400t                                          |                                                      |
| 全長               | 160メートル (520 ft)                                  | 160メートル (520 ft)                                 |
| 全幅               | 16メートル (52 ft)                                    | 16メートル (52 ft)                                   |
| 吃水               | 平均6メートル (20 ft)                                 | 平均6メートル (20 ft)                                |
| 機関               | KVN-95/64型ボイラー (470℃, 64 kgf/cm²)                | 4基                                                  |
| 機関               | TV-12型蒸気タービン (45,000 hp (34 MW))               | 2基                                                  |
| 機関               | スクリュープロペラ                                    | 2軸                                                  |
| 速力               | 40ノット以下                                          | 40ノット以下                                         |
| 航続距離           | 4,000海里 (24kt巡航時)                                | 4,000海里 (24kt巡航時)                               |
| 活動期間           | 15-20日間                                             | 15-20日間                                            |
| 乗員               | n/a                                                   | n/a                                                  |
| 兵装               | AK-726 76mm連装砲                                     | 2基                                                  |
| 兵装               | ZIF-101 連装ミサイル発射機 (V-600 SAM×16発)           | 2基                                                  |
| 兵装               | RPK-1 SUM 6連装発射機 (82-R SUM×6発)                  | 1基                                                  |
| 兵装               | RBU-6000 12連装対潜迫撃砲 (RGB-60型対潜ロケット×48発) | 2基                                                  |
| 兵装               | 533mm 3連装魚雷発射管 (SET-65/53-65K型魚雷×6本)       | 2基                                                  |
| 艦載機             | Ka-25PLO哨戒ヘリコプター                              | 2機                                                  |
| FCS                | 4R90 SAM用                                            | 2基                                                  |
| FCS                | MR-105 砲用                                           | 2基                                                  |
| レーダー           | アンガラ型 対空・対水上捜索用                         | 1基                                                  |
| レーダー           | 対水上捜索用                                          | 1基                                                  |
| レーダー           | 航海用                                                | 1基                                                  |
| ソナー             | チタン型                                              | 1基                                                  |

1125型大型対潜艦（1125がたおおがたたいせんかん；ロシア語: Больши́е противолодо́чные корабли́ прое́кта 1125）は、ソビエト連邦（以下、ソ連）で設計された大型対潜艦（большой противолодочный корабль, БПК）である。設計当初は、対潜・対空防衛駆逐艦（эскадренные миноносцы противолодочной и противовоздушной обороны, эсминцы ПЛО-ПВО, ЭМ ПЛО-ПВО）に分類された。

## 来歴
1962年末、ソビエト連邦海軍（ソ連海軍）に 61型対潜・対空防衛警備艦「コムソモーレツ・ウクライーヌィ」が就役した。この艦は、1956年から第53中央設計局（TsKB-53）で開発が進められた、ソ連で初めての本格的な量産型対潜・対空防衛警備艦であった。この艦は、世界で初めて主機にガスタービン機関のみを搭載する大型艦であった。この設計の建造は1959年から開始される計画であったが、肝心の対潜兵装が 1基の魚雷装置と 4基の 対潜迫撃砲装置だけであり、近代的な原子力潜水艦と十分に効果的な戦闘を遂行する能力がないことは、配備開始の段階ですでに明らかになっていた。そのため、 61型の開発を行った B・I・クペーンスキイのグループは、1958年により強力な武装を持つ大型の対潜艦艇の戦術技術要求を提示した。これが、 1125型である。
この設計はのちに 61型ともども大型対潜艦に分類されることになるが、設計当初はソ連海軍には大型対潜艦という分類が存在しなかったため、1959年から1965年度建艦計画では、対潜・対空防衛駆逐艦（Эсминец ПЛО-ПВО）と表示されている。駆逐艦は警備艦より上位艦種であるので、同じ計画表において対潜・対空防衛警備艦（СКР ПЛО-ПВО）に分類された 61型より上位の艦種であることがわかる。一方、上位艦種には巡洋艦クラスの 1134型対潜・対空防衛艦があり、のちの大型対潜艦はこれら 3艦種が統合されて誕生した。 1125型は、大型の 1134型対潜・対空防衛艦と比較的小型の 61型対潜・対空防衛警備艦の中間に位置する中型艦であった。
1966年5月19日の分類法改正で大型対潜艦が新設され、同時に警備艦と駆逐艦の内訳が変更されると、それらは今日の基準で呼ばれるところの分類に改められた。 1125型と 61型は、1959年から1965年度建艦計画では 20隻ずつが建造される予定であった。

### 設計・装備
1125型の主な特徴は、艦上に6連装のRBU-24000を搭載し、RPK-1「ヴィーフリ」対潜ミサイルを運用できることであった。この対潜ミサイルは、核弾頭を使用できた。また、 1機ないし 2機の哨戒ヘリコプターを搭載することができた。
大体の設計略図によれば、排水量は基準排水量で 5900t、通常排水量で 6650t、満載排水量で 7400t であった。設計作業を加速するため、船体は 58型ミサイル巡洋艦のものが流用され、寸法は全長 160メートル、幅 16メートル、喫水は 6メートル であった。そこに、やはり58型と同型の出力45,000馬力の蒸気タービン主機関を搭載した。速力は、40ノット程度が予定された。この速力は、水中を 30ノットの高速で移動する原子力潜水艦を補足するのに必要な値であった。
1125型大型対潜艦は、 RBU-24000を1基、艦橋の直前に搭載した。 RBU-24000 の前方には、M-1 「ヴォルナー」艦対空ミサイル・システムの連装発射装置 1基を搭載し、艦尾にも同じ装置を 1基搭載した。艦橋上と後檣上には、「ヴォルナー」の射撃管制レーダーである4R-90 「ヤタガーン」をそれぞれ1基ずつ搭載した。また、同じく2基のAK-726 60口径76mm連装高角砲を艦橋両脇に搭載し、その上の前檣両脇にMR-105 「トゥレーリ」GFCSを1基ずつ搭載した。RBU-6000対潜迫撃砲も2基を艦首に搭載した。 533mm 5連装魚雷装置 PTA-53-61は、2基を第2煙突後方両舷に配置した。艦尾にはヘリコプター用の飛行甲板を設置し、甲板下には 1機ないし 2機のヘリコプターを収容できる格納庫を設置した。また、そこには航空燃料の予備タンクや、航空機用の兵装の予備弾薬庫も配置された。

## 計画の中止
結局のところ、量産型の 61型大型対潜艦が支持されて 1125型は採用されなかった。一方、搭載予定であった「ヴィーフリ」対潜ミサイルは、発射機が 6連装から連装懸垂式装置に変更されたものの、 1123型対潜巡洋艦（モスクワ級）と 1143型重航空巡洋艦（キエフ級）に採用された。
1125型の建造を見送った結果、ソ連海軍は強力な対潜システムを展開する機会を逃してしまった。ソ連海軍は結局、あとになってもより貧弱な対潜システムしか構築できなかった。量産した場合、価格の面でも 1125型大型対潜艦は建造可能な艦であった。加えて、この艦は将来における新型兵器装備に伴う改修の余地を持っており、窮屈すぎてそれが絶対に無理であった 61型より発展性に優れていた。 1125型が採用されなかった第一の理由は戦略上の理由や技術的問題ではなく、産業側の希望であった。